# یواس‌اس کوسه
یواس‌اس کوسه ممکن است به یکی از موارد زیر اشاره داشته باشد:
- یواس‌اس کوسه (اس‌اس-۳۱۴)
- یواس‌اس کوسه (اس‌اس-۸)
- یواس‌اس کوسه (اس‌اس‌ان-۵۹۱)